# Sitio de Kaiserswerth
El sitio de Kaiserswerth fue un asedio que sufrió la ciudad de Kaiserswerth en el año 1702 durante la guerra de sucesión española desde el 18 de abril hasta el 15 de junio. Las tropas prusianas y neerlandesas que sumaban 38 000 hombres y 215 piezas de artillería y morteros, bajo el mando del Mariscal de Campo Imperial Valeriano de Nassau-Usingen, Príncipe de Nassau-Usingen, asediaron y capturaron la pequeña fortaleza francesa en el Bajo Rin, que los franceses habían ocupado sin resistencia el año anterior. Los holandeses consideraban que la captura de esta fortificación era más importante que un avance hacia los Países Bajos españoles en manos de los franceses.

## El sitio
Sin la presencia del experto holandés en asedios, Menno van Coehoorn, el asedio requirió mucho tiempo, se llevó a cabo deficientemente y conllevó gran cantidad de víctimas. Los alemanes no tenían suficiente pólvora ni munición disponibles. Tenían poca experiencia con la artillería de asedio y la ingeniería, y los holandeses se los suministraron a los prusianos. El avance de las líneas de asedio neerlandesas fue demasiado rápido para los prusianos y la fuerte resistencia de la guarnición, la necesidad de coordinar los avances, el mal tiempo y la llegada de las tropas francesas al mando de Camille d'Hostun de la Baume, duque de Tallard, en la orilla oeste del río Rin obligaron a los holandeses a posponer repetidamente el asalto a la fortaleza durante todo el mes de mayo. Las trincheras se excavaron el 18 de abril y los holandeses intentaron tomar la contraescarpa después de una semana, pero el ataque no se inició hasta el 9 de junio.
El comandante francés del fuerte Jules-Armand Colbert, marqués de Blainville, informó al mariscal Louis François de Boufflers el 10 de junio que las fuerzas de asalto aliadas habían sido cortadas en el glacis como pasto antes de la guadaña del cortacésped. El ingeniero francés a cargo de las defensas del fuerte fue el asistente de Vauban, Louis Filley. La guarnición capituló el 15 de junio. Le costó a los aliados 2800 muertos y heridos el 9 de junio solamente, de los cuales 2101 eran holandeses, y dos meses para apoderarse de un lugar que Vauban había llamado un agujero. Después de su capitulación, se permitió a la guarnición francesa marchar hacia la libertad con honores militares completos.